# 张齐丘
张齐丘，苏州昆山县（今江苏省昆山市）人，唐玄宗朝朔方节度使兼御史大夫、东都留守。
《旧唐书》、《新唐书》皆无张氏传记。史书中仅有张氏的零星记载。天宝五载（746年）十二月，张齐丘任朔方节度使，又加管内诸军采访使。天宝八年（749年）三月，朔方节度等使张齐丘于中受降城西北五百馀里木刺山筑横塞军，以振远军使郭子仪为横塞军使。天宝九年（750年）三月，张齐丘以灵州都督的身份上奏。八月，朔方节度使张齐丘因分配粮草失宜，军士大怒，殴打了他的判官，兵马使郭子仪以身体保护了张齐丘，张氏才得以幸免。癸亥，张齐丘降为济阴郡太守，以河西节度使安思顺代朔方节度使。
唐德宗建中（780年—783年）年间，是入祭武庙的六十四人，位在郭子仪之前。

## 家庭
- 曾祖：张后胤，国子祭酒[5]
- 祖父：张律师，雍州长史[5]
- 父亲：张义方，邢州、滑州、苏州、汉州等州刺史[5]
- 儿子：张镒，德宗朝宰相[5]
- 孙子：张元恭，和张镒在建中四年于凤翔府被李楚琳杀害[5]
- 曾孙：张群，河南府长水县令[5]